# ليليان ألين
ليليان ألين هي كاتِبة وموسيقية وشاعرة كندية، ولدت في 5 أبريل 1951 في جامايكا.

## وصلات خارجية
- ليليان ألين على موقع ميوزك برينز (الإنجليزية)
- ليليان ألين على موقع ديسكوغز (الإنجليزية)